# Горналь (археологический комплекс)
Горналь — средневековый археологический комплекс у села Горналь Курской области. Расположен на мысу правого берега реки Псёл. В XV—XVII веках его округа (земли по берегам Псла, Удавы, Рыбницы, Локни, Суджи и Ивницы) входила в состав Желвацкой волости Путивльского уезда. По одной из гипотез, именно здесь находился древнерусский город Жолваж.

## История изучения
Комплекс открыт в 1829 году. Исследовался А. И. Дмитрюковым, Д. Я. Самоквасовым, И. И. Ляпушкиным, С. С. Ширинским, Г. Ф. Соловьёвой, А. В. Кузой, А. А. Узяновым, А. В. Кашкиным и В. В. Енуковым.

## Структура комплекса

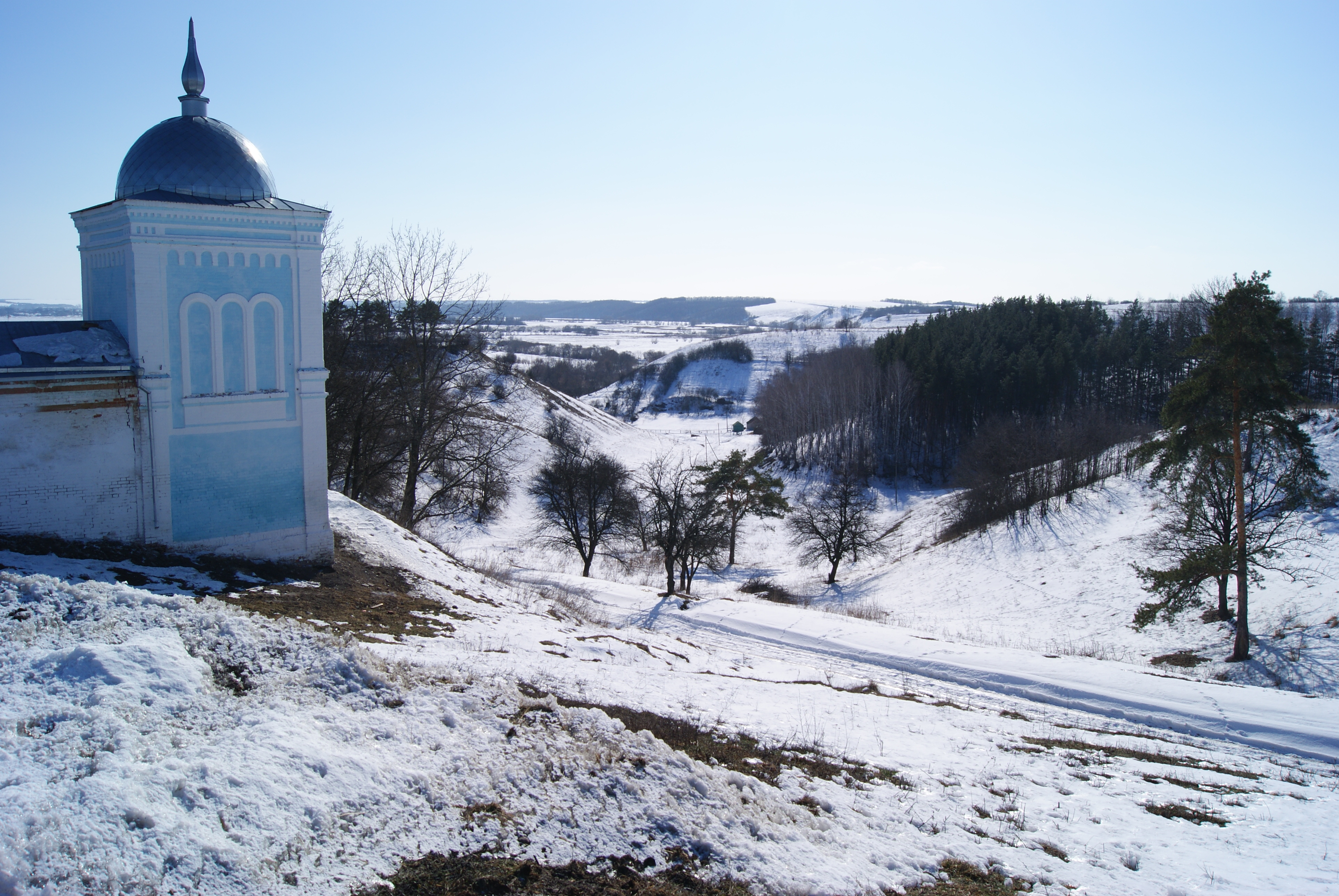
Вид на Малое городище и долину Псла

Памятник состоит из двух городищ (Малого и Большого), нескольких селищ и курганного могильника, насчитывавшего около 300 курганов. К концу XX века сохранилось около 30 насыпей. Большое городище заселялось в скифский и северянский периоды, но было заброшено в 70-х годах X века. Возможно, в XII веке оно использовалось в качестве убежища для людей, проживавших на территории укреплённого посада. Малое городище содержит напластования раннего железного века, роменские и древнерусские. С его территории происходят нумизматические находки X и XV веков.

## Большое Горнальское городище
На городище открыты жилища-полуземлянки и наземные постройки с заглубленным полом площадью до 16 м², относящиеся к роменской культуре. Для раннего этапа характерны печи, вырезанные в материковом останце в одном из углов, для последнего — на материковой подушке с лепным верхом. На раннем этапе застройки городища жилища располагались вдоль вала, оставляя центральную часть площадки свободной. На рубеже IX—X веков застройка охватила и середину городища.
Из находок на поселении: лепные керамические сосуды, обломки каменных жерновов, изделия из кости и рога, сельскохозяйственные орудия, предметы вооружения, следы меднолитейного производства, стеклянные бусы, серебряные височные кольца, браслеты, восточные монеты-дирхемы и местные подражания им.

## Значение
Горналь являлся наиболее крупным славянским поселением этой округи и был племенным центром, развившимся до уровня поселения раннегородского типа.